# البینیا
البینیا (به ایتالیایی: Albinea) یک سکونتگاه مسکونی در ایتالیا است که در استان رجو امیلیا واقع شده‌است.

## خصوصیات
البینیا ۴۴٫۰۲ کیلومترمربع مساحت و ۸٬۲۷۲ نفر جمعیت دارد و ۱۶۶ متر بالاتر از سطح دریا واقع شده‌است.